# Melanagromyza spungaberensis
Melanagromyza spungaberensis är en tvåvingeart som beskrevs av Spencer 1959. Melanagromyza spungaberensis ingår i släktet Melanagromyza och familjen minerarflugor. Inga underarter finns listade i Catalogue of Life.